# Geschlechtertrennung

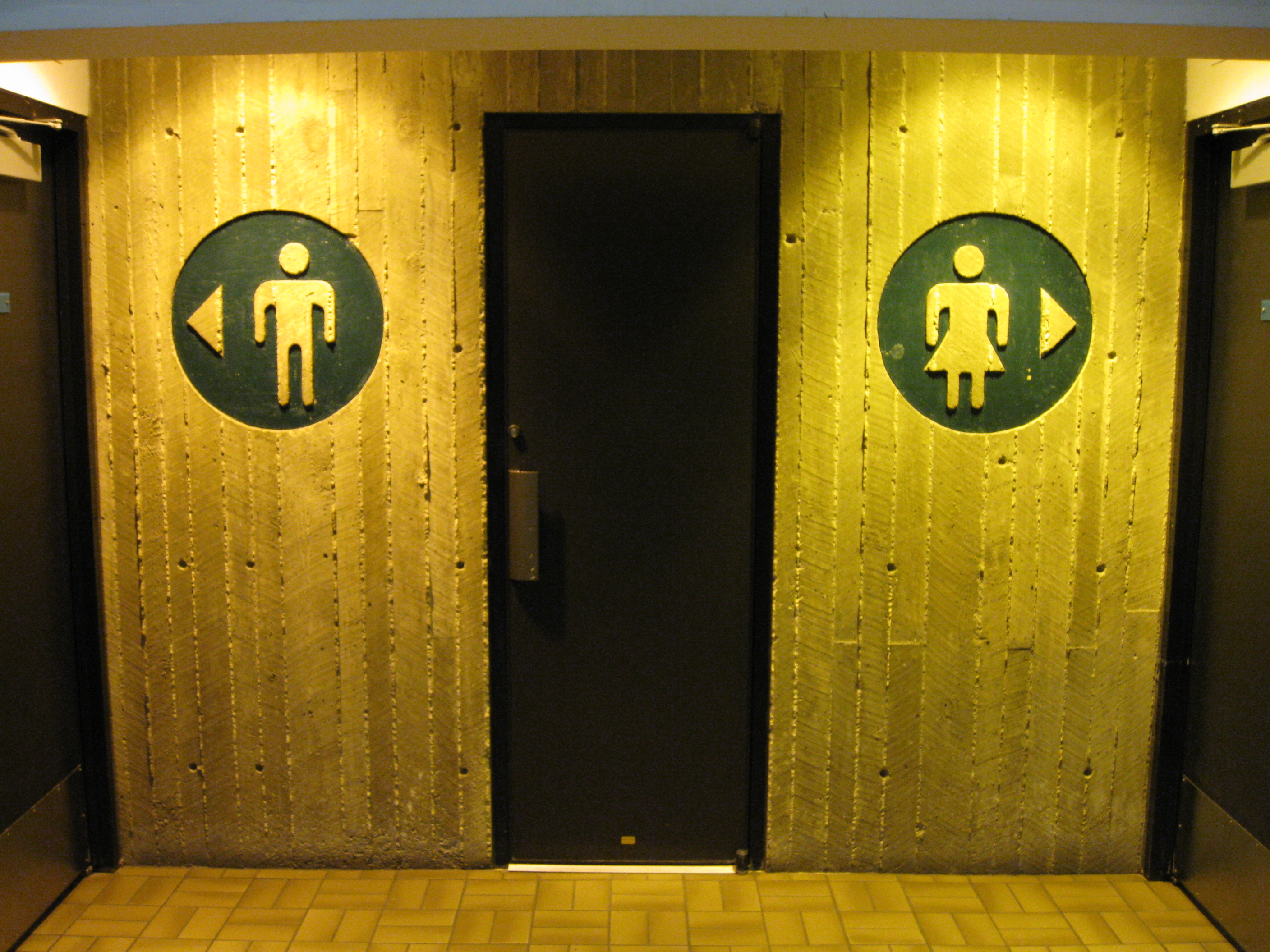
Symbole für eine Geschlechtertrennung bei öffentlichen Toiletten

Geschlechtertrennung bezeichnet verschiedene Weisen der Separation oder Segregation von Menschen nach ihrem Geschlecht. Am häufigsten wird der Begriff für die Trennung nach Geschlechtern im Schulunterricht verwendet. In sozialer und kultureller Hinsicht ist die Geschlechtertrennung Ausdruck einer Geschlechterordnung. Andere Verwendungen beziehen sich deshalb zum Beispiel auf die Geschlechterordnung in der Berufs- und Arbeitswelt.

## Bedeutung

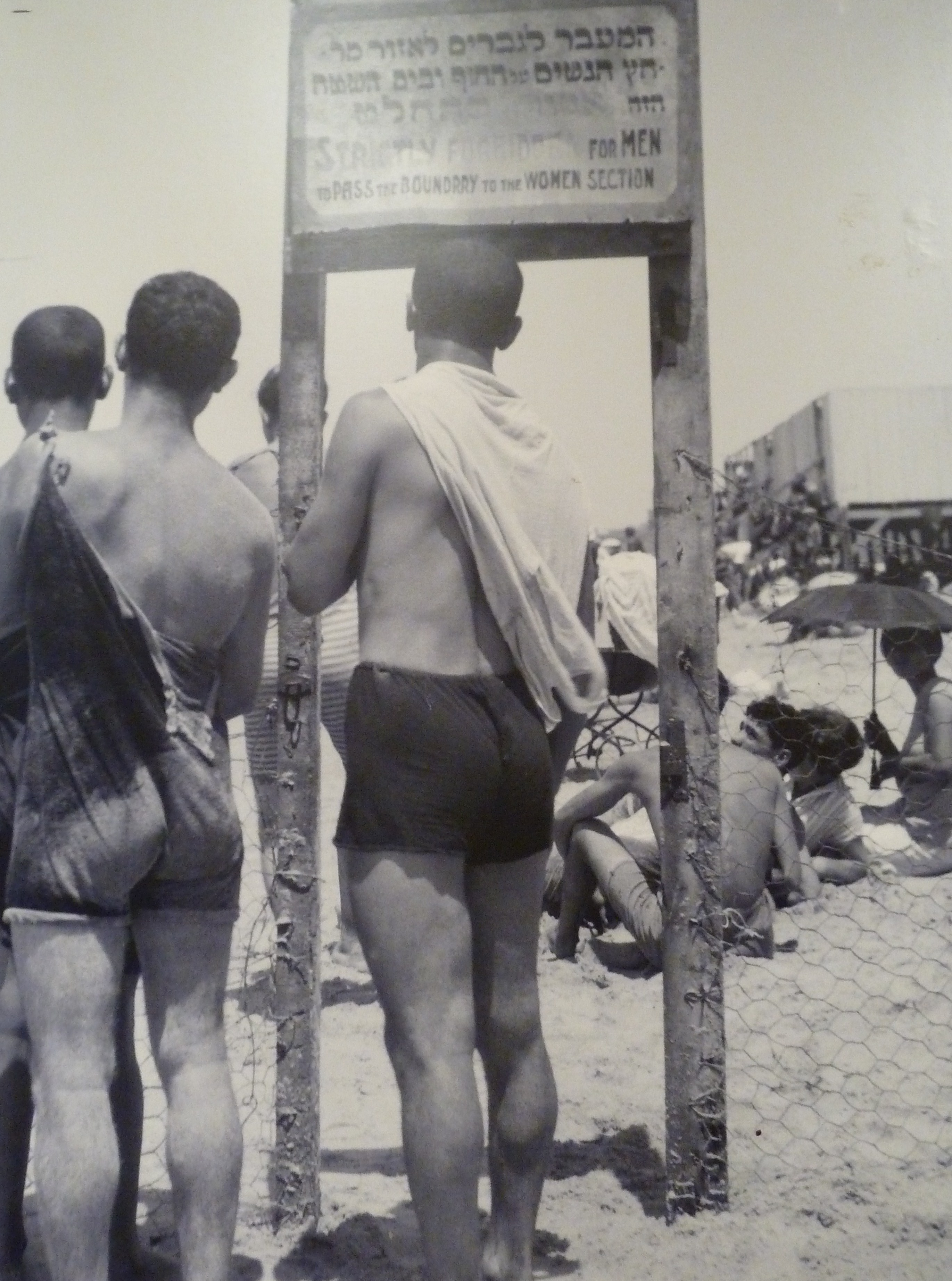
Ein Schild, das Männern das Betreten des Frauenbereichs am Strand von Tel-Aviv verbietet, 1927

Insbesondere bezeichnet Geschlechtertrennung
1. schulische und pädagogische Maßnahmen zur getrennten Erziehung von Jungen und Mädchen, auch bekannt als Seedukation. Gegenbegriff ist die Koedukation.
2. im alltäglichen Sprachgebrauch die räumliche Trennung nach Geschlechtszugehörigkeit, z. B.
  - bei Toiletten (vgl. dagegen Unisex-Toilette);
  - Sanitäranlagen, Duschen und Umkleiden (bei Sportveranstaltungen, Sporthallen, Schwimmbäder, Gewerbe- und Industriebetrieb),
  - tage- oder stundenplanweise in Sauna, Schwimmbad, Fitnesscenter (in Saunen gibt es auch gemischte Tage und Familientage)
  - soziale Geselligkeiten – Damensalon, Herrenrunde, Polterrunde (einzelne geladene Gäste, Dienstleister oder künstlerische Darbieter des anderen Geschlechts kommen vor)
  - Friseur, Bekleidungsgeschäft
  - Gastlokal, Animierlokal, Swingerclub
  - Frauenparkplätzen
  - in Form einer bestimmten Sitzordnung beim Gottesdienst (vgl. Männer- und Frauenseite, Mechiza, Geschlechtertrennung in Moscheen).
  - Geschlechtertrennung beim Sport in Form eigener Ligen, z. B. Frauenfußball
  - bei Vereinen und Vereinigungen, z. B. in Männervereine und Frauenvereine, z. B. Frauenchor, Rollerderby, Pfadfinder; Männerorden, Frauenorden (Frauenstift)
3. die kulturell, rituell oder auch rechtlich verbindliche Unterteilung der verschiedenen Lebensbereiche einer Gesellschaft in Sphären des Mannes und der Frau, traditionellerweise oft als Gegensatzpaare von: Öffentlichkeit und Privatheit, Erwerbstätigkeit und Haushalt, Gesellschaft und Familie, Straße und Haus.
4. allgemeiner die Existenz unterschiedlicher Sphären geschlechtsspezifischen Handelns, z. B. Frauenliteratur, Frauenfilm, Frauenbibliothek

Diejenige Geschlechtertrennung, bei der der Lebensraum eines Geschlechtswesens, fast immer der Frau, auf einen von der Öffentlichkeit abgesonderten, insofern abgeschlossenen Raum weitgehend beschränkt wird, heißt Seklusion (~ Abgeschlossenheit). Besonders strenge Formen der Seklusion finden sich z. B. in manchen traditionellen muslimischen Gesellschaften der arabischen Halbinsel, Afrikas sowie in Afghanistan. 
Im englischen Sprachraum wird Geschlechtertrennung im Sinne von 2 und 3 als „sex segregation“ oder – in antidiskriminatorischer Stoßrichtung – als „sexual apartheid“ bezeichnet.
Die sichtbare Betonung der unterschiedlichen Geschlechtswesen, z. B. durch Kleidung, Frisur, Kosmetik, Shampoo, Sprach- und Verhaltensweisen, kann im Sinne von (4) als Erscheinungsform von Geschlechtertrennung betrachtet werden. Manche Kleidungsformen und Handlungstabus dienen darüber hinaus der weitgehenden Unterbindung des öffentlichen Umgangs der Geschlechter miteinander. Insbesondere fundamentalistisch-religiöse Gruppierungen, wie beispielsweise die Anhänger der Salafiyya sowie mehrere ultraorthodoxe jüdische Gruppierungen, setzen sich für eine strikte Geschlechtertrennung im öffentlichen Raum ein.